# Gateway (bedrijf)
Gateway, Inc., voorheen bekend als Gateway 2000, was een Amerikaans computerbedrijf dat computers, laptops, beeldschermen, servers en accessoires produceerde. Het bedrijf werd overgenomen door Acer in oktober 2007.

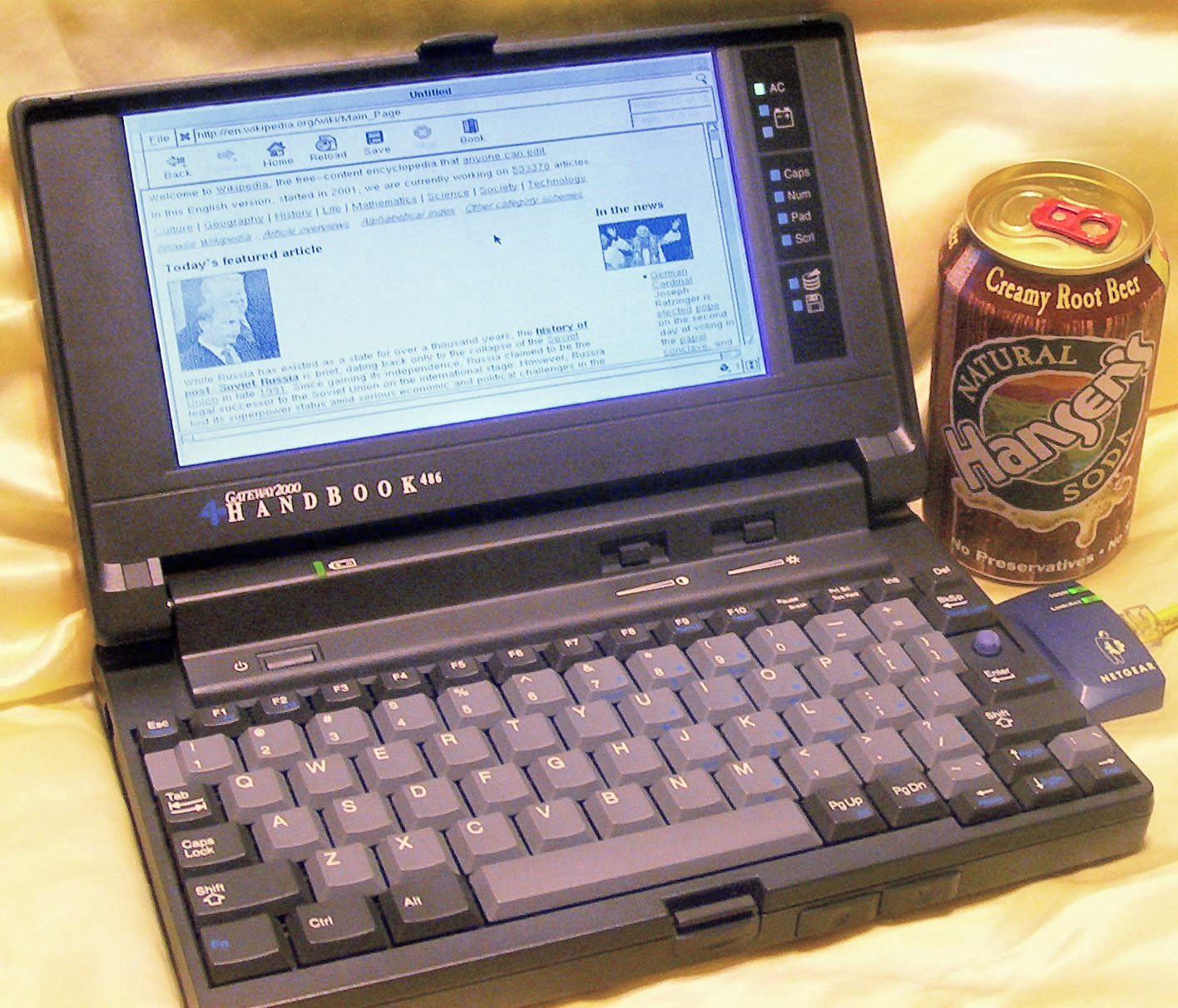
Gateway HandBook 486 (1992)

## Geschiedenis
Gateway 2000 werd op 5 september 1985 opgericht door Ted Waitt en Michael Hammond. Door de directe verkoop van computers aan consumenten werd het bedrijf in de begindagen succesvol. Gateway wist bekendheid te krijgen doordat het de computers in dozen met een koeienprint verzond.
Midden jaren 90 kwam het merk ook beschikbaar op de Nederlandse markt. Wereldwijd werkten er in 1997 circa 9.700 medewerkers.
Het bedrijf kreeg in 1997 een aanbod van Compaq voor overname voor een bedrag van 7 miljard, en zou hiermee de consumententak gaan bedienen van het destijds grootste Amerikaanse computerbedrijf, maar Waitt weigerde. In 1999 nam Waitt ontslag als directeur en werd opgevolgd door Jeff Weitzen.
Eind oktober 1998 werd "2000" uit de naam geschrapt en ging het bedrijf verder als Gateway, Inc.
Gateway nam in 2004 eMachines over voor de productie van budget-pc's. In 2005 stond het merk op de derde plek van grootste Amerikaanse computerfabrikanten, na Dell en Hewlett-Packard, en wereldwijd op de tiende positie.

### Einde en overname
Gateway kreeg al vanaf 2000 te maken met economische tegenslag en had moeite om hier uit te klimmen. Men probeerde in 2002 nog om consumentenelektronica te verkopen, zoals digitale camera's, draadloze routers, MP3-spelers en plasmatelevisies. Rond 2004 had het merk zijn glans verloren. Mede door slecht management moest men in 2005 noodgedwongen winkels sluiten door de stagnerende verkoop. Het aantal medewerkers liep terug naar 1900.
Op 27 augustus 2007 werd bekend dat Gateway werd overgenomen door het Taiwanese Acer voor een bedrag van 710 miljoen dollar.